# Silent Hill: Downpour
Silent Hill: Downpour es un videojuego de terror y supervivencia de 2012 desarrollado por Vatra Games y publicado por Konami. Downpour está ambientada en la serie de la ciudad americana ficticia del mismo nombre y se centra en Murphy Pendleton, un prisionero que entra en la ciudad, entrando periódicamente en el otro mundo, lo que lo lleva a desbloquear recuerdos reprimidos. El juego utiliza una vista en tercera persona y se puede jugar en 3D. Fue lanzado en marzo de 2012.
Silent Hill: Downpour recibió críticas mixtas de los críticos de juegos, que elogiaron su atmósfera, su historia y su regreso a las raíces de survival horror y exploración de la serie después de la linealidad de acción de Silent Hill: Homecoming, pero criticaron su diseño monstruoso, combate y rendimiento técnico. Un parche solucionó muchos de los problemas técnicos.

## Sistema de juego
Murphy puede tomar cosas para defenderse pero no es diestro en el combate cuerpo a cuerpo por lo que la mejor opción será correr y esto ayudara al jugador a conservar medical kits. En cuanto a armas de fuego, ahora es mucho más difícil encontrarlas y la munición bastante escasa. Murphy solo podrá llevar un arma a la vez (tanto de fuego como normal) para hacerlo más realista y también se desgastarán(a excepción de las armas de fuego), muchas armas tienen usos especiales necesarios para continuar en el juego. En esta entrega la radio ya no emitirá solo ruidos, sino que de vez en cuando se escucharan voces de policías comunicándose en una frecuencia.
Algunos objetos importantes como la radio y la linterna estarán en lugares ocultos y si el jugador los pasa desapercibidos ya no podrá volver por ellos complicando un poco el juego.
A diferencia de los juegos anteriores, se ha añadido un detalle especial que le otorga un toque distintivo a esta entrega: se ha agregado la posibilidad de explorar libremente toda la zona de Silent Hill y de realizar diferentes misiones secundarias repartidas por toda la ciudad. El carácter de estas misiones es muy heterogéneo, ya que abarca difíciles enfrentamientos, puzles complejos y búsqueda de objetos por la zona. La mayoría de ellas suelen encontrarse ocultas o únicamente alcanzables si poseemos el arma adecuada, como es el caso de las que se encuentran en edificios a los cuales solo podemos acceder a través de escaleras de incendios.
También se añadieron varios retos complicados además de la lucha, como ganar minijuegos para obtener cierta clase de objetos que ayudan a avanzar en la historia, dichos juegos pueden ser de agilidad, memoria y fuerza. También se incluyó momentos cardiacos los cuales consisten en pasar por vigas estrechas usando los botones de movimiento para mantener el equilibrio y no caer, además de situaciones peligrosas y la incluición otra vez de la QTE (Secuencia de Tiempo Rápido = Quick Time Event)al igual que en su anterior entrega de Silent Hill: Homecoming, solo que en esta ocasión se los puede evitar tanto en situaciones de lucha como para liberarse y avanzar.
En las anteriores entregas de Silent Hill cada vez que se escuchaba algún ruido enfrentabamos a un monstruo, ahora es cada vez que hay agua en escena (cuando llueve por ejemplo) enfrentaremos a un enemigo y podemos decidir si quedarnos a pelear o huir. El huir es preferible ya que Murphy no tiene ninguna técnica de pelea. El agua es un factor constante en el juego, cuando llueve poco y calmado los enemigos serán pocos y casi no te seguirán, pero si llueve mucho y fuerte los enemigos serán muchos y más agresivos. El agua también tiene aparición en los momentos donde se pasa al otro mundo (oxidado), en esta entrega dicho mundo tuvo unos cambios, uno notable es que ahora los muebles y otros desaparecen o son transportados a otra área, y la oxidación y aparición de más objetos metálicos en el entorno aumentaron, al punto de que algunas zonas son totalmente hechas de metal, este cambio se debe a que al ser el agua un factor clave en el juego, este daría poder de oxidar todo a su alrededor

## Argumento

### Sinopsis
Murphy Pendleton, un criminal condenado, es el protagonista de Silent Hill Downpour. Murphy ha estado encarcelado durante varios años en el Ryall State Prison después de robar una patrulla de policía. En busca de venganza por razones no especificadas, Murphy llega a un acuerdo con George Sewell, un guardia de seguridad en el Ryall, para que le de en secreto acceso a un recluso, Patrick Napier, en las duchas de la prisión. Después de recordarle a un confuso Napier que solían ser vecinos, Murphy lo golpea salvajemente y la escena se corta antes de que pueda dar el golpe final. 
Poco tiempo después, a raíz de un motín en Ryall, Murphy y unos pocos otros reclusos se han programado para ser transferidos a la prisión de máxima seguridad de Wayside. Los reclusos están acompañados en el autobús de transporte por Anne Cunningham, un guardia de Wayside que parece tener un desprecio y fijación particular por Murphy. La ruta del autobús pasa por las afueras del este de Silent Hill. Aquí, el camino de repente se corta con un abismo hacia la nada, lo que obliga al conductor a girar bruscamente, haciendo que el autobús se caiga por un barranco. 
Murphy recupera la conciencia en un bosque al lado del autobús destrozado y decide seguir su camino y huir. Anne lo encuentra en una zona despejada e intenta detenerlo, pero se resbala por un barranco y apenas logra sujetarse. Aquí, el jugador puede elegir entre dejarla allí y huir o ayudarla a subir. De cualquier manera, ella cae en el abismo. 
Murphy continúa explorando las afueras de Silent Hill, donde conoce a Howard Blackwood, un cartero, extrañamente tranquilo. Durante su breve conversación, Howard le dice a Murphy que todas las carreteras están cerradas y que la mejor manera de salir de la ciudad es a través del tranvía. De repente, Murphy vislumbra una misteriosa criatura en silla de ruedas en la ventana de una casa cercana. Al parecer, al no ver la figura, Howard se excusa para seguir entregando el resto de su correo. 
Un poco confundido, Murphy se dirige al abandonado Devil's Pitstop Diner. En la cocina, Murphy encuentra una fuga de gas y trata de apagarla, pero accidentalmente inicia un incendio en el proceso. Se activan los aspersores para apagar el fuego, pero a medida que los aspersores llenan la habitación de agua, el restaurante se transforma en un infierno lleno de agua. Explorando este nuevo entorno, Murphy se encuentra con The Void, que rápidamente absorbe todo a su alrededor. Al darse cuenta de que no puede luchar contra la entidad, Murphy huye y, finalmente, se encuentra de nuevo en la versión normal del local. 
Murphy examina la zona que rodea el restaurante y entra en una casa abandonada, donde encuentra a un compañero de prisión, Sánchez, atacando a lo que parece ser una mujer indefensa. Murphy interviene, pero la "mujer" resulta ser un Screamer, que termina por matar a Sánchez. Horrorizado, Murphy ataca al monstruo y lo derrota. Murphy decide explorar más a fondo, encontrando finalmente una muda de ropa y una placa de policía. La insignia está decorada con una banda de luto negra, lo que indica que su dueño ha muerto. Después de cambiarse su uniforme de prisión, Murphy logra ganar el puzzle-arcade Jail Break y consigue un boleto para el tranvía, que lo lleva al barranco de Devil's Pit, al sureste de Silent Hill. 
Allí, Murphy conoce a JP Sater, un deprimido guía turístico de varias atracciones de la mina. JP le habla a Murphy de un viejo tren de vagones en las minas que lo llevara a la ciudad. En las cavernas, Murphy descubre un artículo de periódico que detalla un descarrilamiento de tren en Devil's Pit, que resultó en la muerte de ocho niños, lo que implica a JP Sater como el responsable. Poco después, Murphy encuentra a un JP suicida sosteniéndose sobre un barranco de observación, y el jugador tiene la opción de consolarlo o burlarse de él. De cualquier manera, JP salta a su muerte. Murphy encuentra y enciende el tren, pero su viaje a través de las minas se convierte en un viaje infernal lleno de monstruos que tratan de matarlo. El tren se descarrila, y Murphy pierde el conocimiento. 
Murphy se despierta cerca de una salida, pero se encuentra con una ensangrentada Anne, que trata de aprehenderlo. Pese a los ruegos de Murphy para cooperar, Anne se mantiene firme. Al hacer la detención, Anne inspecciona a Murphy y encuentra la insignia de luto. Ella se angustia, después de haber conocido al parecer, su anterior propietario. En un ataque de rabia, estuvo a punto de dispararle a Murphy, afirmando que la gente como él no merecen vivir, pero es incapaz de hacerlo y se rompe a llorar en su lugar. Anne le dice que la deje en paz, y Murphy acepta a regañadientes. 
Murphy se pasea por las principales calles de Silent Hill y se encuentra con monstruos más infernales. Cuando empieza a llover, se refugia en un edificio abandonado, donde una radio cercana recoge emisiones del DJ Bobby Ricks. Algunas de las emisiones son solicitudes de canciones especialmente hechas para Murphy, mientras que otras son con motivo de tranquilizar a alguien que está escuchando. Cuando la lluvia cesa, Murphy comienza la búsqueda de Ricks y se encuentra a Howard Blackwood. Él le dice a Murphy que la estación de radio se encuentra en el Edificio del Centenario, antes de entrar de nuevo en la niebla. 
En el Edificio del Centenario, Murphy tiene una visión de Ryall Prison, donde Sewell le habla sobre su plan para matar a Napier y ominosamente le dice a Murphy, "Me debes una". 
Murphy se encuentra con Ricks, que inicialmente se comporta de una manera inusualmente casual, pero pronto empieza a hablar en voz baja, como si alguien o algo los estuviera escuchando. Ricks revela que ha estado operando la estación de radio por un tiempo muy largo, esperando ayuda. Le habla a Murphy de un bote atracado en el puerto deportivo, que pueden utilizar para escapar de la ciudad, pero le dice que primero tienen que encontrar las llaves del barco, que fueron robadas al parecer por un intruso. Cuando Murphy sugiere manipular el cableado del barco, Ricks dice que no va a funcionar, ya que la ciudad tiene "reglas" que deben ser seguidas. Antes de que puedan salir, Anne entra, una vez más decidida a arrestar a Murphy. Sin embargo, aparentemente como un castigo para Ricks por "romper las reglas", los Screamers emboscan el estudio y lo secuestran a él y Anne. Murphy se queda solo, ya que el edificio sufre una transición al Otro Mundo. Murphy huye del vacío, se encuentra con el Wheelman otra vez, y termina por caerse de la parte exterior de la torre del reloj. 
Murphy despierta en una banca en el Mundo de Niebla, y una vez más se encuentra con Howard, quien le da una carta solicitando su presencia en el monasterio Santa María. Confundido y frustrado, Murphy inicialmente se niega a aceptar la carta, pero después Howard le explica que no se trata de lo que Murphy quiere (lo que sugiere que Howard sabe más acerca de las idas y venidas de Silent Hill de lo que se creía en un principio). Murphy, no teniendo otra opción, acepta la carta y continúa. Murphy pasa por el tormentoso pueblo y llega al monasterio destruido, donde una monja críptica le dice: "Tú eras el único familiar que hemos logrado localizar." Ella le pide a Murphy que explore el sitio, y la acompañe a la morgue cuando este listo. 
Murphy entra en el monasterio y lo encuentra en un estado muy deteriorado, así que debe tomar una ruta alternativa a la morgue. En el camino se encuentra con un niño pequeño en el otro lado de una puerta cerrada con llave. El niño se niega a abrir la puerta porque él cree que Murphy es el "Hombre del Saco", ya que ha sido informado por una niña sin nombre que estaba llorando. La única manera de que Murphy pueda demostrar que no es el Hombre del saco es si es capaz de recitar un poema que los niños del orfanato del monasterio rezan para que el Hombre del Saco desaparezca. Mientras explora el monasterio reuniendo las piezas del poema, los flashbacks muestran que el hijo de Murphy, Charlie, se ahogó en un lago algunos años atrás. En el presente, Murphy vuelve a la puerta con el niño tras ella y trata de recordar el poema. Por desgracia, el verdadero Hombre del Saco aparece por detrás del niño y poco a poco se acerca a él, mientras que Murphy lucha desesperadamente por recordar los versos. Murphy es capaz de recitar la mayor parte del poema, pero el Hombre del Saco mata al niño antes de que pueda terminarlo. Finalmente, el Hombre del Saco suelta al niño y se coloca un dedo en la boca, callando a Murphy, quien termina de recitar el poema. 
La puerta se abre y Murphy se acerca al niño, ahora con la forma de su hijo Charlie. Llora su muerte, pero es interrumpido por una niña que lo acusa de matar al niño/Charlie. Ella corre y Murphy, con miedo de que el Hombre del Saco también la alcance, la sigue. El monasterio se transforma en el Otro Mundo durante la persecución, obligando a Murphy a huir del vacío y en un momento dado incluso del mismo Hombre del Saco. Finalmente, Murphy termina en la morgue con la monja de la entrada de pie junto a una camilla cubierta. Murphy le dice que ha habido un error, y que el enterró a su hijo hace ya años. La monja le responde explicándole cómo todo el mundo se lamenta a su manera, y quita la sábana que cubría el cuerpo, revelando bajo ella al Hombre del Saco, inconsciente. Enfurecido, Murphy grita que no es su hijo, que es un asesino, pero la monja insiste en que Murphy lo acepte como propio. Murphy le pregunta por qué le está haciendo esto, y en respuesta, la monja con calma le informa de los peligros de la venganza y la ruta que Murphy se ha fijado por seguir este camino. Murphy admite que "lo que hizo" a Patrick Napier no resuelve nada, pero aun así intenta racionalizar su conducta. Ella simplemente le dice que las respuestas están justo en frente de él si así lo desea mirar. 
Murphy observa una llave con un llavero de plata que tiene la etiqueta "libertad" en el cuello del Hombre del Saco, la cual coincide con la descripción de la llave del bote de Ricks. La monja le dice que es suya, si la quiere, pero solo si acepta al Hombre del Saco como suyo. Murphy toma la llave, lo que despierta al monstruo. El monstruo ataca a Murphy e inmediatamente se transportan a un área boscosa al lado de un lago. Ambos pelean y Murphy termina por matar a la criatura. A continuación, se encuentra de nuevo en la morgue con el Hombre del Saco muerto en la camilla a su lado con su máscara quitada, que revela su rostro aleatoriamente como Murphy y Napier. Charlie aparece, y felicita a su padre por derrotar al Hombre del Saco. Murphy le dice que no importa, pues esto no lo traerá de vuelta, a lo que Charlie le consuela diciendo que no fue su culpa. 
Ahora que Murphy tiene las llaves del bote, escapa como puede del monasterio, a través de las alcantarillas, hasta llegar a los muelles. Una vez que llega, enciende el bote y se aleja de Silent Hill. De repente, Anne aparece tras de él apuntándole con una pistola, ordenándole que le de vuelta al bote y regrese a Silent Hill. Ella le dice que la ciudad le mostró cosas, que la conoce, y que la ciudad no los dejará libres hasta que resuelvan sus asuntos pendientes. Murphy se niega a regresar, y le dice "puedes pegarme un tiro si quieres". Anne lo hace. 
Un flashback muestra una reunión entre Sewell y Murphy en la prisión. Sewell le recuerda a Murphy que él fijó la reunión entre él y Napier, el hombre que mató a Charlie, y miró hacia otro lado mientras lo mataba y que es hora de que Murphy le devuelva el favor. Sewell le dice a Murphy que su trabajo es matar a un sujeto desconocido, que se supone es un recluso que "se lo merece". A continuación, explica que habrá un motín en la prisión esa noche, permitiendo que Murphy pueda escapar a las duchas, donde se encuentra esta persona. 
Murphy se despierta dentro de una celda de prisión en Overlook Penitentiary, con The Wheelman sentado justo fuera de la celda observándolo. Después de unos segundos las puertas se abren, permitiéndole a Murphy explorar la prisión. Encuentra una nota dirigida a él, diciéndole que conociera a alguien en las duchas. Avanzando a través de la prisión y luchando contra varios enemigos, Murphy finalmente llega a las duchas. En el interior hay cuatro marcadores de una escena del crimen, que señalan un charco de sangre, un cuchillo de prisión, una placa de policía de luto, y una bolsa de evidencia de la escena del crimen. Después de examinar las cuatro, se oye una voz tras de Murphy, seguida por el resplandor de una linterna. Murphy se acerca a la luz que se apaga tan pronto como él se acerca, y la sangre comienza a filtrarse por debajo de las puertas. Al abrirlas, Murphy encuentra otra sección de las ducha con un cuerpo metido en una bolsas. 
Cuando Murphy se acerca al cuerpo, el mundo que le rodea se transforma en el Otro Mundo. Murphy corre, evitando enemigos y el vacío una vez más, y finalmente llega a una gran puerta, con una gran balanza de justicia ante ella. Murphy pone el cuchillo de prisión, la bolsa de evidencia de la escena del crimen y la insignia de luto en una escala y las puertas se abren. En el interior, rodeado de plataformas y celdas de prisiones, se encuentra una versión mucho más grande de The Wheelman que ha estado siguiendo a Murphy a lo largo del juego. El monstruo se convierte rápidamente en hostil y Murphy tiene que correr por la habitación, sacando los tubos de soporte vital que están conectados al monstruo para matarlo. 
Después de que The Wheelman es derrotado, Murphy se encuentra de nuevo en las duchas con la versión débil del monstruo muerto a sus pies. Anne entra, y se horroriza de lo que Murphy ha hecho. Confundido, Murphy mira hacia abajo y se encuentra con que en lugar del cadáver de The Wheelman se encuentra el cuerpo de Frank Coleridge, un oficial de policía amable de Ryall, que había advertido insistentemente a Murphy de no socializar con Sewell. Un flashback revela que cuando Murphy se dirigió a las duchas en la noche del motín en la cárcel, armado con un cuchillo de prisión escondido detrás de su espalda, Frank Coleridge fue el que lo esperaba. Coleridge le dice a Murphy que Sewell se suponía que debía reunirse con él allí, antes de darse cuenta de que Murphy ocultaba algo detrás de su espalda. Sewell entra en la habitación e intenta convencer a Murphy de que mate a Coleridge y cumpla su parte del trato, mientras que Coleridge intenta convencer a Murphy de soltar su arma. 
De vuelta al presente, Anne revela que Coleridge era su padre. Ella le dice a Murphy que era un buen hombre y que lo idolatraba, incluso siguiendo sus pasos para convertirse en policía. Después de que Frank Coleridge fue atacado, cayó en un estado vegetativo; teniendo que depender de una silla de ruedas y apoyo hasta el día de su muerte. Debido a que en este momento, Anne no se da cuenta de la participación de Sewell en el asesinato de su padre, le dice a Murphy que cada vez que miraba a su padre en su estado físico deteriorado, ella solo vio a un monstruo: Murphy. Murphy se transforma en el Hombre del Saco mientras ella explica cómo tuvo que mover los hilos, pedir favores y hacer "cosas enfermas", a fin de que Murphy fuera trasladado a la prisión donde ella trabajaba, probablemente para poder matarlo ella misma. Después de concluir su discurso, Ana le dispara a Murphy, quien la persigue en su forma de Hombre del Saco. Dependiendo de si el jugador sobrevive a este encuentro o no, junto con las elecciones morales que ha hecho durante todo el juego y si decide matar a Anne o dejarla vivir, varía la conclusión de la batalla y el destino de Murphy.

#### Finales
El juego tiene 6 finales posibles, pero solo 5 están disponibles en la primera partida. El final obtenido depende de 3 factores. Uno de ellos es el "puntaje moral", aumentado o disminuido en función de las decisiones morales realizadas durante el juego, y la cantidad de monstruos que el jugador deje invalidos o muertos. El segundo factor es la decisión sobre el destino de Anne en el final del juego. El tercero consiste en si el jugador sobrevive al final, ya que morir, e independientemente de los dos factores anteriores, dará lugar automáticamente al final "Reverse".
Forgiveness (Perdón): En este final podemos ver a Murphy negándose a asesinar a Frank Cooleridge. Luego Anne lo perdona. Ambos se transportan hacia la orilla de un lago donde Anne se comunica con un agente de policía y le dice que Murphy está muerto. Murphy entonces huye libremente. Tomm Hulett, uno de los productores, declaró que en este final es el único en el que Murphy no mata a Napier, con lo cual es un hombre libre y sin crimen alguno. 
Para conseguirlo: Ayuda a subir a Anne, consuela a JP, deja vivir a Anne, y no mates tantos monstruos.
Reverse (Contrario): En este final podemos ver a Anne Cunningham despertándose dentro de una celda, un oficial se le acerca y la despierta diciéndole lo mismo que nos dice el oficial Sewell al comienzo del juego. Luego se puede apreciar que ese oficial es nada más y nada menos que Murphy Pendleton. 
Para conseguirlo: Déjate morir en el encuentro final con Anne.
Truth and Justice (Verdad y justicia): Al Igual que en el final Forgiveness, Murphy se niega a asesinar a Frank y Anne lo perdona, solo que esta vez Anne no lo da por muerto, y únicamente lo deja escapar. Murphy se despide diciendo que tiene otro lugar al que ir. Luego, vemos a Anne recorriendo la prisión, y ocultando una pistola en su espalda mientras habla con Sewell. 
Para conseguirlo: Ayuda a Anne a subir, consuela a JP, deja vivir a Anne y mata a muchos monstruos.
Full Circle (Círculo completo): Murphy asesina a Frank y luego se dispara a sí mismo, despierta en una celda (la misma que en la última parte del juego) y afuera se puede ver al Hombre en silla de ruedas pasar y mirarlo, luego se marcha, la puerta se abre y Murphy se da cuenta de que está atrapado en un bucle sin fin. Las voces del cartero y DJ Ricks de fondo sirven para hacernos ver que Silent Hill también les tenía atrapado a ellos, y que al igual que Murphy deben llegar a una revelación para salir, de lo contrario quedaremos atrapados para siempre en el bucle, que es lo que le ocurre a Murphy en este final.
Para conseguirlo: Deja caer a Anne, búrlate de JP, mata a Anne y no mates demasiados monstruos en el juego.
Execution (Ejecución): Murphy es ejecutado por asesinar a su hijo luego del divorcio con su esposa y por asesinar al oficial Frank Coolebridge, Sewell le pregunta cuales son sus últimas palabras: "Nos vemos en el infierno... pastelito" y vemos como a través de inyecciones Murphy es asesinado. Entre el público presente se puede ver a su esposa Carol.
Para conseguirlo: Mata a Anne y mata a muchos monstruos.
Surprise! (¡Sorpresa!): Murphy se arrastra cavando un túnel con una cuchara, y al salir en una habitación a oscuras se sorprende al escuchar "¡Sorpresa!", las luces se encienden y se puede apreciar a un montón de gente, quienes le han preparado una fiesta de cumpleaños sorpresa. Al final aparece Pyramid Head que corta el pastel con su gran cuchillo, partiendo toda la mesa. Es aquí donde se puede ver a varios personajes de anteriores entregas, principalmente de Silent Hill 2 y 3, además de los personajes de Downpour, entre ellos, enfermeras, Anne Cunningham, James Sunderland, Heather Mason, Mary, Dj Ricks, Charlie Pendleton, Sewell, Laura y Frank. Este es el final secreto y humorístico del juego. 
Para conseguir este final debes hacer la misión secundaria "Investigando el Pasado" (Digging Up The Past).

### Personajes
Murphy Pendleton -  Es el protagonista de Silent Hill Downpour. Fue encarcelado en la Ryall State Prison por haber robado una patrulla de policía y chocarla. Después hizo un trato con Sewell para tener un encuentro con Napier a cambio de un favor no revelado. Luego del encuentro (dependiendo de las elecciones del jugador) entra Sewell y mata a Napier luego entra Frank Coleride y Sewell le da a Murphy un arma para matar a Frank.(Dependiendo de las elecciones del jugador lo mata o no)
Anne Cunningham - Es una oficial de correccional en Silent Hill: Downpour, así como el jefe final del juego. Es la hija del fallecido Frank Coleridge, quien ella cree que ha sido asesinado por Murphy Pendleton, lo que explica su hostilidad hacia él.
Frank Coleridge -  es un personaje de Silent Hill: Downpour. Era un guardia que trabajaba en la Ryal State Prison durante el encarcelamiento de Murphy Pendleton. Él aparece en escenas retrospectivas, aparentemente tratando de apoyar la liberación de Murphy de la cárcel, mediante la presentación de su caso a la junta de libertad condicional. Es descrito a lo largo del juego como una persona buena y honrada, que trata a todas las personas con respeto incluso a los presos, pues siempre mira hacia el lado positivo de las personas, por ello trata de que Murphy pueda obtener la libertad condicional. Su honradez ha hecho que se enfrentara en varias ocasiones con Sewell, dado a su corrupto comportamiento, y tratando de advertir a Murphy de que no se relacionara con él.Sewell finalmente le revela a Murphy que para cumplir su parte del trato tendrá que matar a otro hombre, quien según Sewell "se lo merece".Durante el día del motín en la prisión, Murphy entra en las duchas, descubriendo que el hombre al que tiene que matar es Frank Coleridge. Sewell aparece y le ordena a Murphy que cumpla su parte del trato. En ese momento la escena se corta.
George Sewell -  es un personaje de Silent Hill: Downpour. Es uno de los guardias en la Ryall State Penitentiary y como tal, Sewell aparece sobre todo durante las secuencias de flashback y sueños de Murphy durante su estancia en Silent Hill, que sirven para recordarle sus crímenes pasados. Sewell es un personaje cruel y sarcástico que manipula a los internos de Ryall para su propio beneficio.
Napier - Ex vecino de Murphy Pendleton, un pedófilo inestable mentalmente que asesina a Charlie, hijo de Murphy Pendleton. Lo asesinamos al comienzo del juego ayudados por el oficial Sewell. 
J.P. - El ex guía del Devil's Pit. En algún momento de su carrera como guía turístico, fue el responsable de un accidente con el tren, lo que provocó la muerte de ocho niños. Su trabajo consistía en la regulación de las vagonetas subterráneas de la mina, que funcionaba como una montaña rusa y que era una de las atracciones favoritas de los niños.
El día del accidente, JP estaba completamente ébrio, mostrándose agresivo con los turistas. Debido a su estado de embriaguez, no supo actuar de manera eficiente, dando lugar a la tragedia. Perdió su trabajo y desde entonces ha estado obsesionado con el incidente.
Anne joven - Es una manifestación de Anne en forma de niña en el monasterio St. María. 
Howard Blackwood - Un cartero afroamericano que aparece en varios lugares del juego. Al igual que Murphy y otras muchas personas se encuentra atrapado en Silent Hill, condenado a sufrir tormentos hasta que tenga su revelación. Suele interactuar con Murphy, intentando hacerle ver la precaria situación en la que se encuentra.
Ricks - Después de que Murphy Pendleton logra llegar hasta la estación de radio, Ricks le dice que ha estado atrapado ahí poniendo discos durante mucho tiempo, y parece ser consciente de que Silent Hill no es un lugar normal, y que hay reglas que deben seguir. Él planea salir de la ciudad con una lancha estacionada en el puerto deportivo, pero las llaves fueron robadas durante un saqueo en la estación. Durante esta conversación, Anne Cunningham aparece y le apunta a Murphy con su pistola. Momentos después, un grupo de Screamers ataca el lugar, raptando a Ricks y Anne, dejando solo a Murphy.
Charlie Pendleton - Charlie Pendleton era el hijo de Murphy Pendleton y su exesposa, quien fue asesinado antes de que los acontecimientos del juego.
En los finales "Forgiveness" y "Truth And Justice", la persona responsable de la muerte de Charlie es Patrick Napier. Por esta razón, Murphy deliberadamente se metió en la cárcel con el fin de vengar a su hijo.
En el final "Execution", Murphy ahoga a su propio hijo con el fin de vengarse de su esposa, la cual quería obtener la custodia completa de Charlie, después de su divorcio.
Sánchez - Sobrevive al accidente de autobús y se le puede encontrar más adelante en la historia. Se le ve burlándose de Murphy durante el viaje en autobús, lo que sugiere que los dos son enemigos. En una ocasión se le ve colgando de una soga, y en otra se le ve matando violentamente a un Screamer e insultándolo en español. Murphy interrumpe pensando que es una mujer y el recibe un corte en la garganta a causa del Screamer.
Monja - Se la puede encontrar en el monasterío St. María. Es posible que sea otra manifestación.

### Enemigos
Screamer - Es una mujer de rostro demacrado, con las comisuras de la boca cortadas de un extremo a otro de la cara, no tiene ojos y su piel es pálida, viste unos viejos harapos manchados de sangre y posee unas afiladas garras adheridas a los extremos de sus brazos. Cuando esta en modo agresivo se mueve de una manera similar a las "nurses" de las primeras entregas, sus ataques se basan en apuñalar al jugador o inmovilizarlo con su desgarrador grito. El significado psicológico de la Screamer podría ir relacionado con la culpa y miedo que Murphy sintió al tener que contarle a su mujer la muerte de su hijo, eso explicaría la postura que adopta la Screamer cuando esta en modo pacífico, la cual es balancear los brazos como si estuviera meciendo un bebé.
Weeping Bat - Se trata de una criatura de gran altura, de estructura similar a la de la muñeca Scarlett en la saga Homecoming pero con piel blanca y una obertura de forma vaginal en su cara. Sus golpes son tremendamente fuertes y capaces de romper un arma con facilidad, además posee la capacidad de saltar y adherirse al techo o ocultarse de manera similar a la de un murciélago (de ahí su apodo) para poder luego caer sobre Murphy e infligirle una gran cantidad de daño. En cuanto a su significado, representa el deseo de Murphy por evadirse del mundo, de sus enemigos y tormentos.
Prisoner Minion - Un monstruo con forma de hombre, tiene un aparato en su cabeza que clava unos ganchos en su cara y los estira, obligándole a poner una sonrisa de psicópata. Tiene dos variaciones, esto determina su manera de atacar, la cual puede ser a base de golpes o a puñaladas. Representa el miedo que Murphy sienta hacia los demás prisioneros en la cárcel.
Prisoner Juggernaut - Parecido al Minion pero mucho más fornido y temible, sus ataques son prácticamente imparables y extremadamente rápidos, luchar con él sin armas es un suicidio. Aparece solo en la última etapa del juego, en la prisión. Su significado es el mismo que el del Minion.
Doll - Son muñecas con el pelo plateado y las manos ensangrentadas, son controladas por una especie de criatura únicamente visible a través de la luz ultravioleta. Atacar al espíritu es inútil ya que su único punto débil se encuentra en la muñeca, en muchas ocasiones son razón para huir y en otras, a pesar de la dificultad que supone lidiar con varias de ellas, de destruirlas. Aún no está demasiado claro que representa para Murphy.
Void - Una extraña manifestación en forma de vacío rojo absorbente, es inmune a cualquier ataque y persigue constantemente a Murphy en el Otro Mundo con intención de consumirlo. Cuando aparezca, lo único que se puede hacer es huir y poner obstáculos de por medio para ganar tiempo. Representa la culpa que Murphy siente debido a sus pecados, la cual le persigue y atormenta.
Wall Corpse - Un monstruo de forma humanoide sin extremidades, con una cabeza similar a la de las Lyng figures. Se encuentra empalado por unos pinchos en las paredes del infierno y en algunos lugares de la batalla final, su ataque se basa en expulsar chorros de sangre a presión que resultan dañinos para nuestro personaje. Funcionan a modo de trampas u obstáculos en nuestras huidas por el infierno.
The Boogeyman - El máximo representante de los tormentos de Murphy y el equivalente a Pyramid Head o The Butcher en esta saga, se trata de un monstruo alto y fornido, vestido con un enorme chubasquero negro y una máscara de gas ocultando su rostro, va armado con un gigantesco martillo que usa para aplastar a sus enemigos o provocar temblores o grietas en el suelo. Representa el culpable de todos los males de Murphy, de ahí que su verdadera identidad cambie a lo largo del juego dependiendo de las decisiones que tomemos.
The Wheelman - Es uno de los jefes finales y es un monstruo con aspecto humanoide postrado en una silla de ruedas. Durante la aventura de Murphy aparece en varias ocasiones en puntos clave a modo manifestación. Al final aparece una versión mucho más grande, siendo el jefe final del juego. Sus ataques se basan en poderes telequinéticos que le permiten lanzar diferentes muebles a Murphy o bien aplastarle en cuanto se acerque demasiado. Representa al Oficial Colleridge, que acabó en ese estado debido a los grandes daños que sufrió en la pelea de las duchas durante el motín en la cárcel, su asesino varia dependiendo del final del juego.

## Desarrollo

### Banda sonora
Se ha publicado que el compositor de música, Akira Yamaoka, no regresará a trabajar con el equipo. En esta ocasión llamarán a Dan Licht, compositor de la serie de televisión Dexter para realizar el trabajo. Hace ya algunas semanas se confirmó que el tema principal (Main Theme) de Silent Hill Downpour sería interpretado por la banda estadounidesde Korn.

## Lanzamiento
En un inicio se mencionó que Silent Hill Downpour iba a ser lanzado en octubre del 2011 pero fue cambiado hasta marzo del 2012 para Norteamérica. Se han revelado las portadas para Silent Hill Downpour de PS3 y Xbox 360 dentro del siguiente enlace: Portada Silent Hill Downpour

## Recepción y crítica
La acogida de Silent Hill Downpour ha venido acompañada de valoraciones críticas muy dispares por los medios profesionales. Desde el 5.5 de IGN calificando el título como "malo" hasta el 9.0 de Gameblog o el 8.5 de Worthplaying calificando a su vez esta entrega como "buena" o "muy buena". De manera que la gran variedad de puntuaciones en sus críticas y el amplio rango de éstas ha arrojado una media de 78 sobre 100 en Metacritic.
Sin embargo, la recepción por parte del público ha sido mucho más entusiasta, contando con multitud de valoraciones personales que han arrojado valores medios de 89 sobre 100 en la mayoría de los portales web que cuentan con opiniones de los usuarios, como por ejemplo gamespot.